# (1812) Gilgamesh
(1812) Gilgamesh est un astéroïde de la ceinture principale.

## Description
(1812) Gilgamesh est un astéroïde de la ceinture principale. Il fut découvert par Cornelis Johannes van Houten, Ingrid van Houten-Groeneveld et Tom Gehrels le 24 septembre 1960 à l'observatoire Palomar. Il présente une orbite caractérisée par un demi-grand axe de 3 UA, une excentricité de 0,08 et une inclinaison de 10,27° par rapport à l'écliptique.
Il fut nommé en hommage à Gilgamesh personnage héroïque de la Mésopotamie antique, roi de la cité d'Uruk où il aurait régné vers 2650 av. J.-C., ainsi qu'un dieu des Enfers dans la mythologie mésopotamienne.

## Compléments